# Góry Kałarskie
Góry Kałarskie (ros. Каларский Хребет) - góry w azjatyckiej części Rosji, w obwodzie czytyjskim i Jakucji.
Są najbardziej wysuniętym na wschód pasmem Gór Stanowych, rozciągają się pomiędzy rzekami Witim i Olokma na długości ok. 350 km; najwyższy szczyt Skalisty Golec 2467 m n.p.m.; porośnięte w niższych partiach tajgą modrzewiową, wyżej limba syberyjska i tundra górska.
Występują bogate złoża rud miedzi (Udokański Region Rudonośny).